# Trois morceaux dans le genre pathétique
Trois morceaux dans le genre pathétique Op. 15 (Tre pezzi in stile patetico) è una suite per pianoforte di tre movimenti composta dal francese Charles-Valentin Alkan. Il titolo dell'intera suite è Souvenirs (Ricordi), mentre i tre sottotitoli ai movimenti sono: Aime-moi (Amami), Le vent (Il vento) e Morte (Morte).

## Descrizione

### Aime-moi
Aime-moi, in La bemolle maggiore, presenta come caratteristiche principali accordi ripetuti, tremoli e arpeggi. Lo stile del tema è simile a quello chopiniano. Tra l'inizio del pezzo e il climax la suddivisione della battuta aumenta gradualmente. Inizialmente le battute sono composte da ottavi, poi agli ottavi si sostituiscono le terzine, alle terzine dei sedicesimi, ai sedicesimi delle quintine e così via fino ad arrivare a gruppi irregolari di 8 note che portano la melodia al culmine.

### Le vent
Le vent è in Si minore. Il movimento si divide a sua volta in una struttura che potrebbe essere sistematizzata come A-B-A. Le sezioni esterne 'A' sono composte per la maggior parte da scale cromatiche, mentre la parte centrale 'B' sostituisce, come accompagnamento alla melodia, le scale cromatiche degli altri due movimenti con degli arpeggi.

## Riferimenti
- (EN)  W. A. Eddie, Charles-Valentin Alkan - His Life and His Music, London, 2007.
- (EN)  R. Smith, Alkan, the Man, the Music, London, 2000.
- (EN)  K. Sorabji, Around Music, London, 1932.